# 霧につつまれたハリネズミ
『霧につつまれたハリネズミ』（ロシア語:Ёжик в тумане / Yozhik v tumane）は1975年のソビエト連邦のアニメーションである。監督はユーリ・ノルシュテイン、制作はモスクワのソユーズムリトフィルムであった。ロシア語のセリフは、同名の著書を著したセルゲイ・コズロフによるものである。2006年、ノルシュテインは同名の著書を執筆し、その中でノルシュテイン自身とともにコズロフを著者名に入れている。
本作は切り紙を使ったアニメーションであり、全体を覆う霧は、非常に細かい紙片を舞台上に置き、1フレームごとにすこしずつカメラに近づけていくことによって、表現されている。
日本では、『霧の中のハリネズミ』というタイトルのもと、2004年7月18日に『ユーリー・ノルシュテインの世界』というイベントにてノルシュテインの他作品とともに正式に上映された

## あらすじ
ハリネズミ（声:マリヤ・ヴィノグラドヴァ）と、その友人の小グマ（声:ヴャチェスラーフ・ネヴィーヌィイ）の物語である。2人は毎晩会い、ビャクシンの小枝を炊いて温め、子グマのサモワールで淹れた茶を飲んでいた。2人は茶を飲みながら語り合い、星を数えていた。ある日ハリネズミは、子グマにラズベリーのジャムを持って行こうと決めた。その道中、森を抜けたところで、美しい白い馬が霧の中に立っているのを見つけた。霧はとても濃く立ち込め、ハリネズミ自身の足元すら良く見えないほどであった。この濃い霧の中で馬が眠りにつけば、溺れてしまうのではないかと思われた。ハリネズミは、しばし霧の中を探検することにした。
ハリネズミが探検して回る、霧に包まれた世界は、恐ろしい姿をした物や生き物たち（ワシミミズク、ガ、コウモリ）に遭遇することもあり、しかしまた親切で善意あふれる生き物たち（カタツムリやイヌ、そして川の中の未知の「何か」カモノハシ、映画では魚）も住む、静寂とかすかな音、暗闇、そして背の高い草に覆われた、幻想的な世界であった。
フクロウはハリネズミの後を追って唐突に近くに姿を現し、一度鳴き声をあげて再び姿を消す。ハリネズミはこのフクロウを異常者（псих）と呼んだ。ハリネズミはこの出来事に怯えたが、なおもその好奇心は彼に探検を続けさせた。大きなイヌが姿を表したときもとても驚いたが、イヌは彼のジャムを取って来てくれたのであった。ハリネズミはその後、川に落ち、下流に流されながらこのまま溺れていくのだろうかと思ったとき、水中から未知の「何か」（大きな魚）が彼を助けてくれた。彼はハリネズミに静かに語りかけた。
ハリネズミや子グマは人懐こく友好的な性格であり、それに対してフクロウは荒っぽく、ハリネズミがこの世界に対して感じた美しさを分かっていない。映画の終わりにはナレーターが「ハリネズミは未だにあの白馬を考えている」と言い、物語は幕を閉じる。

## スタッフ
- 監督・アニメーター - ユーリ・ノルシュテイン（Юрий Норштейн）
- 脚本 - セルゲイ・コズロフ（Сергей Козлов）
- 美術 - フランチェスカ・ヤルブソヴァ（Франческа Ярбусова）
- 撮影 - アレクサンドル・ジュコフスキー（Александр Жуковский）
- 音楽 - ミハイル・メエロビィチ（Михаил Меерович）
- 音響 - ボリス・フィリチコフ（Борис Фильчиков）
- せりふ編集 - ナタリヤ・アブラモヴァ（Наталья Абрамова）
- 声の出演
  - ナレーター - アレクセイ・バターロフ（Алексей Баталов）
  - ハリネズミ - マリヤ・ヴィノグラドヴァ（Мария Виноградова）
  - 子グマ - ヴャチェスラーフ・ネヴィーヌィイ（Вячеслав Невинный）
- 映像編集 - ナジェージダ・トレシュチョーヴァ（Надежда Трещёва）

## 受賞
- 1976年 - フルンゼ All-Union Film Festival: Hedgehog in the Fog "best animated film"
- 1976年 - テヘラン Children's and Youth Film Festival: Hedgehog in the Fog "best animated film"
- 2003年 - 東京 All time animation best 150 in Japan and Worldwide: Hedgehog in the Fog "No.1 Animated film of all the time"

## 社会的影響
2014年のロシアソチオリンピックでは、開会式で「ロシアを代表するモチーフ」の一つとして本作が取り上げられた。
宮崎駿はユーリ・ノルシュテインを「素晴らしいアーティスト」と評しており、「霧の中のハリネズミ」を好きなアニメーション作品のひとつに挙げている。
2009年1月より、主人公のハリネズミの像がウクライナの首都キエフ（キイウ）に建てられた。